# بول كاردين
بول أندرو كاردين (بالإنجليزية: Paul Andrew Carden)‏ (من مواليد 29 مارس 1979) هو لاعب كرة قدم محترف، يشغل حاليا منصب مدير في تيلفورد يونايتد. في حين لعب في كامبريدج يونايتد. ولعب سابقا لبلاكبول، روتشديل، تشستر سيتي، دونكاستر روفرز، بيتربورو يونايتد، اكرينغتون ستانلي، وبيرتن ألبيون. وكان لاعبا ومدربا في لوتون تاون قبل ان يغادر في يناير كانون الثاني عام 2013، وكان مدير ساوثبورتبين يناير ونوفمبر عام 2015.